# Hemistus
Hemistus là một chi bọ cánh cứng trong họ Chrysomelidae.
Chi này được miêu tả khoa học năm 1886 bởi Jacoby.

## Các loài
Chi này gồm các loài:
- Hemistus submetallicus (Jacoby, 1886)